# Huida desesperada
Huida desesperada (título original: Desperate Voyage) es un telefilme estadounidense de aventura, drama y suspenso de 1980, dirigido por Michael O’Herlihy, escrito por Alvin Sapinsley y basado en el libro Last Voyage of the Valhalla de Ray Kytle, musicalizado por Bruce Broughton, en la fotografía estuvo John C. Flinn III y los protagonistas son Christopher Plummer, Jonathan Banks y Christine Belford, entre otros. Este largometraje fue realizado por Barry Weitz Films y Joe Wizan Television Productions; se estrenó el 29 de noviembre de 1980.

## Sinopsis
Un pirata contemporáneo secuestra barcos privados, se hace de los bienes que hay a bordo y arroja a los ocupantes al mar. Pero las víctimas actuales no quieren que les pase lo mismo.